# Episodi di Awkwafina è Nora del Queens (terza stagione)
La terza stagione della serie televisiva Awkwafina è Nora del Queens, composta da 7 episodi, è stata trasmessa negli Stati Uniti, da Comedy Central, dal 26 aprile al 7 giugno 2023.
In Italia la stagione è stata trasmessa su Comedy Central dall'8 settembre al 13 ottobre 2023.
| nº | Titolo originale              | Titolo italiano              | Prima TV USA   | Prima TV Italia   |
| -- | ----------------------------- | ---------------------------- | -------------- | ----------------- |
| 1  | Nightmares                    | L'incubo                     | 26 aprile 2023 | 8 settembre 2023  |
| 2  | Too Hot to Survive            | Troppo sexy per sopravvivere | 3 maggio 2023  | 8 settembre 2023  |
| 3  | Love & Order                  | Love & Order                 | 10 maggio 2023 | 15 settembre 2023 |
| 4  | þetta reddast                 | þetta reddast                | 17 maggio 2023 | 22 settembre 2023 |
| 5  | Bad Grandma                   | Nonna in affari              | 24 maggio 2023 | 29 settembre 2023 |
| 6  | Car Fished                    | Viaggio mistico              | 31 maggio 2023 | 6 ottobre 2023    |
| 7  | Nora is Awkwafina from Queens | Nora rimane nel Queens       | 7 giugno 2023  | 13 ottobre 2023   |